# Foxconn CZ
FOXCONN CZ s.r.o. je česká dceřiná společnost tchajwanského výrobce elektroniky Foxconn. V roce 2015 měl tržby ve výši 125 mld. Kč, čímž patřil mezi pět největších českých firem podle tržeb. Společnost má výrobní závody v Pardubicích a Kutné Hoře. Vyrábí všechny součásti osobního počítače, s výjimkou čipů. 